# Ostpreußische Eishockeymeisterschaft 1930/31
Die Saison 1930/31 der Ostpreußischen Eishockeymeisterschaft wurde vom Landesverband Ostdeutschland ausgetragen.
Das Finale endete unentschieden.
Der VfB Königsberg qualifizierte sich für die Deutsche Eishockey-Meisterschaft 1931. Dort gelang den Königsbergern als erste Mannschaft Ostpreußens der Einzug ins Finale.

## Spiele
Halbfinale
| 11. Januar 1931 | VfB Königsberg Tellitzky II (3), Tellitzky I, Steinorth I | 5:2 (1:1, 1:1, 3:0) | VfK Königsberg unbekannt |  |

| 11. Januar 1931 | VfL Rastenburg Unger 3, Anders, Bianka | 5:2 (1:0, 3:0, 1:2) | VdS Tilsit Eisenberg, Tomaschky |  |

Spiel um Platz 3
| 11. Januar 1931 | VfK Königsberg | 7:0 (3:0, 2:0, 2:0) | VdS Tilsit |  |

Finale
| 11. Januar 1931 | VfB Königsberg Tellitzky I | 1:1 (0:0, 0:0, 1:1) | VfL Rastenburg Unger |  |

## Mannschaften
| VfB Königsberg | Rhode Spiess – Wischnewski G. Tellitzky – A. Steinorth – H. Tellitzky (G. Steinorth, Zibbories, Quand) |
| VfL Rastenburg | Werther Witt – Galitzki Unger – Alfred – Anders (Bianka, Zube, Niederstrasser)                         |
| VfK Königsberg | Thiel Springstein – Hasse Grossmann – Auspitzer – Koch (Harguth, Steinbacher)                          |
| VdS Tilsit     | Graski / Schöpper Eisenberg – Auringer Waldheim – Thiel – Saffran (Tomaschky, Strauch)                 |